# 鼓楼站 (天津市)
鼓楼站是一个位于中国天津市南开区鼓楼街道与和平区南市街道交界城厢中路与南马路交叉口，属于天津地铁2号线的地铁车站。

## 车站结构
鼓楼站建筑面积115544平方米，设有两个风亭，为地下两层双跨岛式车站，站厅位于地下一层，设有地铁客服中心，可为乘客提供人工购票、地铁储值卡的发售充值、失物招领等服务。另外，站厅内还设有自动售票机、验票机、自动取款机等自助服务设施。站台位于地下二层，为岛式站台，并设有全高安全门。
| 地面     | 出入口             | B—D出入口                                |
| 地下一层 | 站厅               | 客服中心、自动售票机、验票机、自动取款机 |
| 地下二层 | 轨道（北）         | █ 2号线往曹庄（西南角）                  |
| 地下二层 | 岛式站台，左側開门 |                                          |
| 地下二层 | 轨道（南）         | █ 2号线往滨海国际机场（东南角）          |

## 车站出口
鼓楼站共设3个出口，各出口及周围设施如下所示：
|          |      |                            |                                                      |
| 出口编号 | 照片 | 地点                       | 可到达目的地                                         |
| 出口 · B |      | 南门外大街西侧、南马路南侧 | 天津大悦城、大悦公寓                                 |
| 出口 · C |      | 南门外大街东侧、南马路南侧 | 加宜家居博览中心、水牛城、新世界花园、南市食品街     |
| 出口 · D |      | 城厢中路东侧、南马路北侧   | 天津市第一中级人民法院、天津市公安局消防局、阳光晶典 |

## 换乘交通
| 公共汽车线路 \| 编号 \| 编号 \| 线路 \| 线路 \| 线路 \| 收费 \| 运营商 \| 备注 \| \| ------- \| ---- \| ---------------- \| -------------- \| -------------- \| ---- \| ---------- \| ---------- \| \| \| 191 \| 自由道 \| ⇆ \| 静海汽车站 \| 8元 \| 长客运业 \| \| \| \| 645 \| 天津站（A5-2） \| 全程 ⇆ \| 曹庄子花卉市场 \| 2元 \| 公交三公司 \| \| \| 短线1 → \| 645 \| 天津站（A5-2） \| 长虹公园地铁站 \| \| 2元 \| 公交三公司 \| \| \| 短线2 ← \| 645 \| 天津站（A5-2） \| 福姜路 \| \| 2元 \| 公交三公司 \| \| \| \| 837 \| 中心公园 \| ⇆ \| 双环村公交站 \| 2元 \| 公交一公司 \| 合并原 637 \| \| \| 849 \| 金钟河大街公交站 \| ⇆ \| 师范大学公交站 \| 2元 \| 巴士实业 \| \| \| \| 860 \| 本溪路公交站 \| ⇆ \| 方山道公交站 \| 2元 \| 公交三公司 \| \| |      |                  |                |                |      |            |            |
| 编号 | 编号 | 线路             | 线路           | 线路           | 收费 | 运营商     | 备注       |
| | 191  | 自由道           | ⇆              | 静海汽车站     | 8元  | 长客运业   |            |
| | 645  | 天津站（A5-2）   | 全程 ⇆         | 曹庄子花卉市场 | 2元  | 公交三公司 |            |
| 短线1 → | 645  | 天津站（A5-2）   | 长虹公园地铁站 |                | 2元  | 公交三公司 |            |
| 短线2 ← | 645  | 天津站（A5-2）   | 福姜路         |                | 2元  | 公交三公司 |            |
| | 837  | 中心公园         | ⇆              | 双环村公交站   | 2元  | 公交一公司 | 合并原 637 |
| | 849  | 金钟河大街公交站 | ⇆              | 师范大学公交站 | 2元  | 巴士实业   |            |
| | 860  | 本溪路公交站     | ⇆              | 方山道公交站   | 2元  | 公交三公司 |            |

| 编号    | 编号 | 线路             | 线路           | 线路           | 收费 | 运营商     | 备注       |
| ------- | ---- | ---------------- | -------------- | -------------- | ---- | ---------- | ---------- |
|         | 191  | 自由道           | ⇆              | 静海汽车站     | 8元  | 长客运业   |            |
|         | 645  | 天津站（A5-2）   | 全程 ⇆         | 曹庄子花卉市场 | 2元  | 公交三公司 |            |
| 短线1 → | 645  | 天津站（A5-2）   | 长虹公园地铁站 |                | 2元  | 公交三公司 |            |
| 短线2 ← | 645  | 天津站（A5-2）   | 福姜路         |                | 2元  | 公交三公司 |            |
|         | 837  | 中心公园         | ⇆              | 双环村公交站   | 2元  | 公交一公司 | 合并原 637 |
|         | 849  | 金钟河大街公交站 | ⇆              | 师范大学公交站 | 2元  | 巴士实业   |            |
|         | 860  | 本溪路公交站     | ⇆              | 方山道公交站   | 2元  | 公交三公司 |            |

## 车站历史
- 2012年7月1日，随天津地铁2号线西段开通启用。

## 运营情况
- 由于可以就近直接接驳天津大悦城，因此车站全天人流如织，早晚高峰则明显更加拥挤。而周末及节假日期间，本站更会成为严重拥挤的重灾区（更是天津目前仅有的4个每天都会出现过度严重拥挤，爆红灯的车站，其余三个分别是3线换乘的天津站，1/3换乘的营口道站以及金街的和平路站，而且此三站常年占据天津地铁单站进出站人潮的前三位[來源請求]）。每逢工作日晚高峰以及周末全日，B出口（天津大悦城）都必须使用铁马以减缓进站速度，B出口的出站闸机更需要排队甚久才能通过。
- 现时因7号线施工，南门外大街主路被封闭导致前往天津大悦城的路面交通出现严重交通拥挤，令更多原本自驾或乘坐巴士的乘客转搭地铁前往，导致本站拥挤问题较2020年前大大加剧。并且，即使7号线开通恢复路面，以及未来前往天津鼓楼的乘客可以转用“广东会馆”站，但由于7号线会带来更大的转线和休闲购物人潮，以及附近泰达海信广场等更多商业项目的建设，预计本站的拥挤问题不会获得改善。

## 未来发展
该站为目前建设中的天津地铁7号线南段车站，建成后本站将成为两线换乘车站。7号线的鼓楼站为地下三层车站，长307.7米，标准段宽23.5米，深25米，建筑面积约2.6万平方米，设3个出入口和2组风亭，主体采用明挖顺作结合局部盖挖逆作法施工。
2021年3月25日，天津地铁7号线鼓楼站首幅地连墙开始施工，鼓楼站进入主体围护结构施工阶段。